# Meduno
Meduno (Midun en frioulan) est une commune italienne d'environ 2 000 habitants de la province de Pordenone, située à l'entrée de la Val Tramontina des Dolomites frioulanes, dans la région autonome du Frioul-Vénétie Julienne.

## Administration
| Période                                  | Période  | Identité      | Étiquette    | Qualité                                            |
| ---------------------------------------- | -------- | ------------- | ------------ | -------------------------------------------------- |
| depuis le 08/06/2009                     | En cours | Lino Canderan | Lista Civica | Depuis le 26 mai 2014 Oreste Vanin LN Lista Civica |
| Les données manquantes sont à compléter. |          |               |              |                                                    |

### Hameaux
Avon, Ciago, Costa, D'Agnul, Del Bianco, Forchia di Meduno, Gilia, Masera Bianca, Mesinis, Mizzeri, Navarons, Paludana, Pitagora, Ponte Maraldi, Pradons, Rio Maggiore, Roitero, Romaniz, San Martino, Sottomonte, Valle, Valinis, Zatti.

### Communes limitrophes
Cavasso Nuovo, Frisanco, Sequals, Tramonti di Sopra, Tramonti di Sotto, Travesio.